# Cavriana
Cavriana é uma comuna italiana da região da Lombardia, província de Mântua, com cerca de 3.649 habitantes. Estende-se por uma área de 36 km², tendo uma densidade populacional de 101 hab/km². Faz fronteira com Goito, Guidizzolo, Lonato (BS), Medole, Monzambano, Pozzolengo (BS), Solferino, Volta Mantovana.

## Demografia
| Variação demográfica do município entre 1861 e 2011                               |
|                                                                                   |
| Fonte: Istituto Nazionale di Statistica (ISTAT) - Elaboração gráfica da Wikipedia |